# ジェーンズビル (ウィスコンシン州)
ジェーンズビル（ジェンスビル、英:Janesville）は、アメリカ合衆国ウィスコンシン州南部の都市。ロック郡の郡庁所在地である。人口は6万5615人（2020年）で、ジェーンズビル都市圏の中核である。

## 歴史
ジェーンズビルは、ロック川東岸に1835年に設立された。初期開拓者のヘンリー・ジェーンズに因んで都市名とし、当初は川から得られる水力とロック川に架かる橋を含め初期準州内道路に依存して発展した。
1851年に第1回ウィスコンシン州祭りの会場となりおよそ10,000人を集めた。
ウィスコンシン州では初めての女性弁護士R・ラビニア・グッデルがジェーンズビルに住んだ。
中心街市庁舎公園にかって立っていた木は、1859年に有罪となった殺人者を絞首刑にしたリンチを行おうとする群衆の集合地点になった。
1992年、テレビのジャーナリスト、ジェラルド・リベラがジェーンズビルであったクー・クラックス・クランの集会を取材しているときの口論が故になった暴行で逮捕された。これに関連して十字架を焼いた場所は現在「平和公園」であり、運動場と高さ52フィート (16 m) と世界最高と言われる平和のポールがある。

## 地理
ジェーンズビルは北緯42度41分2秒 西経89度0分59秒 / 北緯42.68389度 西経89.01639度座標: 北緯42度41分2秒 西経89度0分59秒 / 北緯42.68389度 西経89.01639度に位置する。
アメリカ合衆国国勢調査局によれば、市域全面積は28.1平方マイル (72.8 km2)、このうち陸地は27.5平方マイル (71.3 km2)、水面は0.6平方マイル (1.5 km2)で水域率は2.10％である。ジェーンズビルはロック川で2分されている。

## 人口動態
以下は2000年国勢調査による人口統計データである。
| 基礎データ - 人口: 59,498人 - 世帯数: 23,894世帯 - 家族数: 15,743家族 - 人口密度: 834.1人/km2（2,160.6人/mi2） - 住居数: 25,083軒 - 住居密度: 351.7軒/km2（910.9軒/mi2） 人種別人口構成 - 白人: 95.27% - アフリカン・アメリカン: 1.26% - ネイティブ・アメリカン: 0.25% - アジア人: 0.96% - 太平洋諸島系: 0.03% - その他の人種: 1.02% - 混血: 1.22% - ヒスパニック・ラテン系: 2.64% 年齢別人口構成 - 18歳未満: 26.2% - 18-24歳: 8.3% - 25-44歳: 31.2% - 45-64歳: 21.4% - 65歳以上: 12.9% - 年齢の中央値: 34歳 - 性比（女性100人あたり男性の人口） - 総人口: 95.6 - 18歳以上: 92.5 | 世帯と家族（対世帯数） - 18歳未満の子供がいる: 32.7% - 結婚・同居している夫婦: 51.1% - 未婚・離婚・死別女性が世帯主: 10.5% - 非家族世帯: 34.1% - 単身世帯: 27.4% - 65歳以上の老人1人暮らし: 9.7% - 平均構成人数 - 世帯: 2.45人 - 家族: 2.99人 収入と家計 - 収入の中央値 - 世帯: 45,961米ドル - 家族: 55,133米ドル - 性別 - 男性: 40,910米ドル - 女性: 26,423米ドル - 人口1人あたり収入: 22,224米ドル - 貧困線以下 - 対人口: 6.5% - 対家族数: 4.3% - 18歳未満: 7.1% - 65歳以上: 5.8% |

## 建築物
ウィンスコンシン州内の建築物でアメリカ合衆国国家歴史登録財に登録されているものの20％はジェーンズビル市内にある。1857年建築のリンカーン・トールマン・ハウスはイタリア・ヴィラ様式建築を模しており、登録37箇所の1つである。ここでエイブラハム・リンカーンが2晩泊まった。コロンバス・サークル地区は2005年にジェーンズビル市では10番目の歴史地区になった。1902年に建設された元ジェーンズビル公共図書館、後のカーネギー図書館はJ・T・W・ジェニングスが設計した。

## 交通
ジェーンズビルではジェーンズビル・トランシット・システムがバスを運行しており、隣接するベロイトとも結んでいる。ジェーンズビルに本拠を置くヴァン・ガルダー・バス会社（コーチUSA）が州都マディソンとシカゴ中心街、シカゴ・オヘア国際空港およびシカゴ・ミッドウェー国際空港との間を結ぶバスを運行している。
州間高速道路90号線と39号線がジェーンズビル市内を通っており、アメリカ国道14号線と51号線および州道26号線と11号線も同様である。ジェーンズビルのすぐ南にサザン・ウィスコンシン地域空港がある。

## メディア
ブリス・コミュニケーションズが所有する「ジェーンズビル・ガゼット」はロック郡内で配布される日刊紙の1つであり（「ベロイト・デイリーニューズ」がもう1つの新聞）、ウォルワース郡まで拡がる地域市場で購読されている。デラバンに本拠を置くコミュニティ・ショッパーズは隔週の「ジェーンズビル・メッセンジャー」を発行している。
ジェーンズビルには市が免許を与えた2つのテレビ放送局があり、マディソンに事務所と送信機のあるCWテレビジョンネットワーク系列のWBUW（57チャンネル）はウィスコンシン州南中部をカバーし、もう1つはトリニティ・ブロードキャスティング・ネットワークの低出力放送局である。多くのラジオ放送局もある。

## 公園
ジェーンズビルは「ウィスコンシン州の公園」あるいは「公園の都市」として知られている。その総計2,015エーカーの公園郡には53の改良された公園と、ボート乗り場、ゴルフコースおよび自然の道がある。ウィスコンシン州の中で一人当たりの数字では最大級のものである。
ジェーンズビルには国際色をテーマにした植物園ロータリーガーデンがあり、入場料無料（寄付は受け付ける）で、夏の間公開されている。多くの結婚式や団体の集会にも使われている。
トラクスラー公園は全米チャンピオンに15回なったことがある水上スキーのチーム、ロック・アクア・ジェイズの本拠である。このチームは全国ショースキー優勝大会を創始して常に主催している。トラクスラー公園は7月4日独立記念日祭りの会場でもある。
その他の主要公園には、ゴルフコースや氷河期の道があるロック川沿いのレクリエーション公園であるリバーサイド公園がある。ロックポート公園は大部分が自然のままであり、市民水泳プールや平和公園がある。モンテレー公園にはロック川の初期に良好な浅瀬を記す自然の目印となったビッグロック（郡の名前の元となったが、川の名前の元ではない）や、学校が使うスポーツ競技場がある。ラスティング公園はディスクゴルフのコースに使われている。パーマー公園には9ホールのゴルフコースとカムデン公園（利用しやすい遊戯場）がある。市内の公園の大半は舗装された自転車道で結ばれており、ベロイトにも通じることになっている。

## 教育

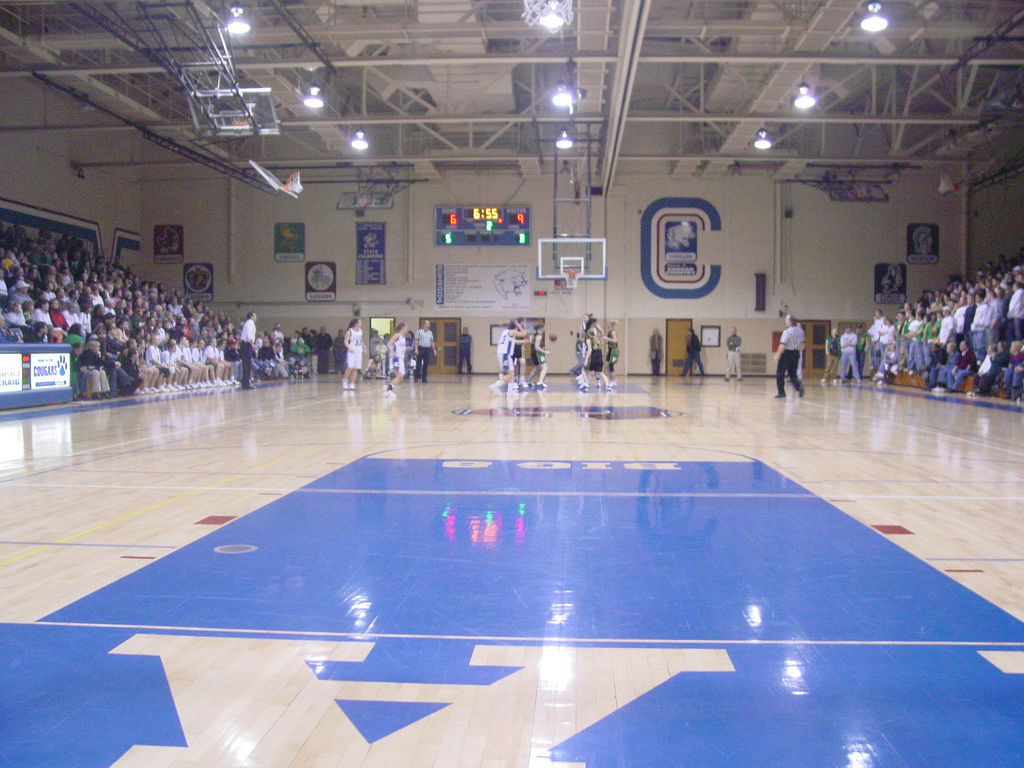
市内にあるライバルチーム、ジョセフ・A・クレイグ高校とジョージ・S・パーカー高校とのバスケットボール試合

ジェーンズビル教育学区には12の小学校、3の中学校、2の高校、および5のチャーター・スクールが入っている。チャーター高校である国際教育ジェーンズビル・アカデミーは世界的視野を教えることに焦点を当て、ガイド・ランゲージ・センターは10カ国以上の言語を教えており、どちらも中心街にある。TAGOS指導者アカデミーはプロジェクトベース学習を行うチャーター・スクールであり、アロー公園にある。さらに、市内には多くの教区学校もある。
視覚障害者のためのウィスコンシン・スクールが1850年以降ジェーンズビルにあった。2年制のコミュニティ・カレッジ、ウィンスコンシン大学ロック郡校はジェーンズビルの南西に位置し、ウィスコンシン大学システムの一部である。2年生工業カレッジ、ブラックホーク工業カレッジはジェーンズビルとベロイトの中間にある。ブラックホークはアッパー・アイオワ大学を通じて学位プログラムも提供している。

## ヘッドバーグ公共図書館
この図書館は1865年に青年図書館協会のための民間支援の読書室として始まった。1884年の住民投票で合意された後は、賃貸建屋に収容される公共図書館になった。1903年、アンドリュー・カーネギーなど篤志家の寄付3万ドルで新しい建物が建設された。市も図書館の運営のために3,000ドルの予算を充てることに合意した。この図書館はその後、メインストリートにあるロック郡郡庁舎向かいの最初の公式建屋に移転した。1960年代に収容能力を超えてきたので、1968年にメインストリート南316に新しい図書館が建設された。
それから丁度20年後、拡張計画が始められた。地元の慈善事業家ドン・ヘッドバーグとゲリー・ヘッドバーグや市内の有志が寄付した460万ドルで拡張され完全に刷新された図書館が1996年に開館した。ジェーンズビル公共図書館はその最大の寄付者の栄誉を称えてヘッドバーグ公共図書館と改名された。

## 事業と産業
ジェーンズビルで最大の雇用主はマーシー健康システムであり、次にジェーンズビル教育学区がくる。その他主要な雇用主としては、SSIテクノロジーズ、バーンズ自動車、および危険物を取り扱う機器の販売者ラブ・セイフティ・サプライがある。サイモンズ寝具類会社の工場やその他製造会社も主要な雇用主である。木製およびプラスティック製遊具のメーカーでありジェーンズビルに拠点を置くスウィンギンスライドはプレイコア・インクの子会社である。また世界を市場にする間仕切りの製造者ハフコア（元ヒューシェイド社）やビールとソフトドリンクのメーカーであるグレイズ・ブリューイングもジェーンズビルを本拠にしている。
地域の雇用主としては、3州に跨る小売チェーン店、ブレーンズ・ファーム・アンド・フリートがあり、ジェーンズビルに本社と物流センターがある。ウッドマンズ・グード・マーケットは地域スーパーマーケット・チェーンであり、第1号店はジェーンズビルに造った。
2008年6月3日、ゼネラルモーターズは重大なリストラ計画の一部として、ジェーンズビル組立工場の閉鎖を発表した。1919年にGMがジェーンズビル機械会社を買収し、これをサムソン・トラクター社と合併させた歴史があり、ジェーンズビル工場は北アメリカのGMの工場としては最古のものである。大型トラックやガソリン価格の高騰に伴い人気が薄れてきたSUV車を組み立てていた。GMジェーンズビル工場は2008年12月に閉鎖された。その最後の生産者となったシボレー・タホーSUV車は12月23日に組み立てラインを出た。
パーカー・ペン社はジェーンズビルで設立された。そのメインストリートにある工場は世界でも最大の筆記具工場だった。この会社は後にマンパワー・インクを買収したが、結局ペンの製造事業をジレット社に売却し、ジェーンズビルでは操業していない。現在はイギリスの会社であるサンフォードが所有している。ノースウェスタン生命保険相互会社が1857年にジェーンズビルで設立されたが、2年後にミルウォーキーに移転した。
ジェーンズビル・モールは1990年代後半に再開発され、1998年にはパインツリー・プラザがオープンした。2006年11月、スーパー・ウォルマートとサムズ・クラブが論争のあった後でオープンした。元はその入り口にある大きなガラス繊維製の牛、ベッシーで知られたジェーンズビル・オアシスの場所は、2007年に再開発が始まった。主要店舗はスーパーメナーズである。

## 宗教
ジェーンズビルにはローマ・カトリック教会に4小教区があり、全てマディソン教区に属する。最古のものはセントパトリック小教区であり、ジェーンズビルにまだカトリック教徒は6家族しかいなかった1844年に丸太の聖堂が建てられた。セントパトリックの現在の教会は1863年にクリーム色のレンガで建てられ、チェリー通り315に位置している。建築が有名なナティビティ・オブ・メアリー小教区（セントメアリーズ）は町の中心に近い丘の上にあり、1876年に自分達の小教区を望んだドイツ人移民によって組織された。現在の赤レンガの建物は1902年に完工した。他の2つの小教区は、イースト・ラシーン通りにあるセントジョン・ビアニー小教区 と西端に近いセントウィリアム小教区である。
市内には、ルーテル教会、メソジスト教会、米国聖公会、バプテスト教会などその他多くのキリスト教教会がある。セブンスデー・バプテスト教団がその事務所を構えている。この宗派の最も近い教会はミルトンにある。
ジェーンズビルには3つの墓地がある。プロテスタントのオークヒル墓地、カトリックのマウントオリベット墓地、無宗派のミルトンローンズ墓地である。
国際ギデオン協会は1899年にジェーンズビル住人、ジョン・H・ニコルソンと、ベロイトの住人によって、ボスコベルのホテルの部屋を分け合った後にジェーンズビルのYMCAに設立された。

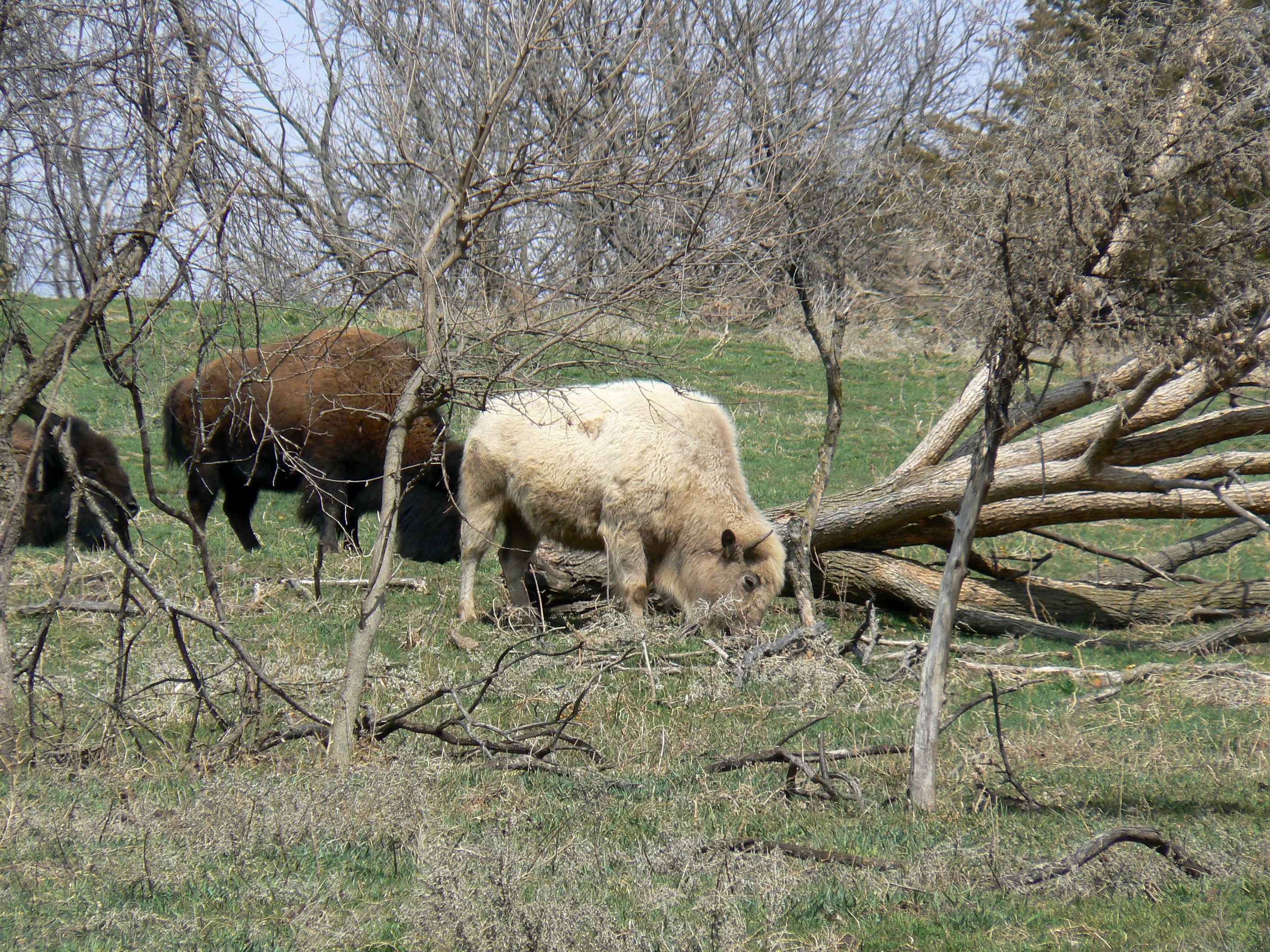
白いバッファロー

1994年、「ミラクル」と命名された白いバッファローがジェーンズビルの直ぐ郊外にあるハイダー家の農園で生まれた。ミラクルは2004年まで生存した。白いバッファローは多くのインディアン種族の宗教で神聖なものとして扱われたので、インディアンの儀式集団が度々訪れた。他にもミラクルとは別に「ミラクルズ・セコンド・チャンス」と名付けられた白いバッファローが2006年に同じ農園で生まれたが、その年に雷に当たって死んだ。

## スポーツ
2009年秋、ジェーンズビルはノースアメリカン・ホッケーリーグの拡大チーム、ジェーンズビル・ジェッツの本拠地になる。ホームゲームはジェーンズビル・アイスアリーナで開催される。シカゴ・カブス傘下のマイナーリーグ野球チーム、ジェーンズビル・カブスが1941年と1942年および1946年から1953年にジェーンズビルを本拠地にしていた（1946年はベアーズと呼ばれた）。

## ジェーンズビルの出身者
- デイビッド・アダマニー博士、テンプル大学学長（2000年-2006年）
- サンフォード・アトウッド博士、エモリー大学学長（1963年-1977年）、キャンパスの人種差別を撤廃した。
- レスリー・アレン・ベルリチャード、ベトナム戦争の名誉勲章受章者[20]
- ジェイムズ・H・バッド、カリフォルニア州知事（1895年-1899年）
- スティーブン・ボールズ、アメリカ合衆国下院議員（1939年-1941年）
- ボブ・カー、ミシガン州選出のアメリカ合衆国下院議員（1975年-1981年、1983年-1995年）
- ジョン・ヘンリー・コムストック、昆虫学者
- ジェイムズ・E・クロフト、南北戦争の名誉勲章受章者[20]
- ティム・カレン、ウィスコンシン州上院の多数党指導者（1981年-1987年）[21]
- ジェラルド・L・エンドル、第二次世界大戦の名誉勲章受章者[22]
- ラス・ファインゴールド、ウィスコンシン州選出のアメリカ合衆国上院議員（1993年-）
- ジム・フィッツジェラルド、ミルウォーキー・バックス とゴールデンステート・ウォリアーズの元オーナー
- スタン・フォックス、カーレース・ドライバー、インディ500で8回スターターになった
- タッカー・フレデリックス、スピードスケート選手
- ドン・ヘッドバーグとゲリー・ヘッドバーグ、ラブ・セイフティ・サプライ創業者
- ケン・ヘンドリックス、フォーブズ400に登場した実業家（屋根ふき材販売）
- ローレンス・A・ヒュー、サリー・メー社長（1990年-1997年）[23]
- キャリー・ジェイコブズ・ボンド、ソングライター、1862年ジェーンズビル生まれ
- ジョン・ジョンソン、 南北戦争の名誉勲章受章者
- タッド・カブラー、「ザ・ホールド・ステディ」のギター奏者[24]
- トラビス・クバピル、NASCARドライバー
- ウォルター・リーズ、初期の飛行機乗り
- ドン・L・ラブ、リンカーン市長
- デイビッド・W・マルケス、アラスカ州検事総長
- マックス・マクスフィールド、ワイオミング州州務長官（2007年-）
- カーウィン・マシューズ、俳優フランシス・ウィラード

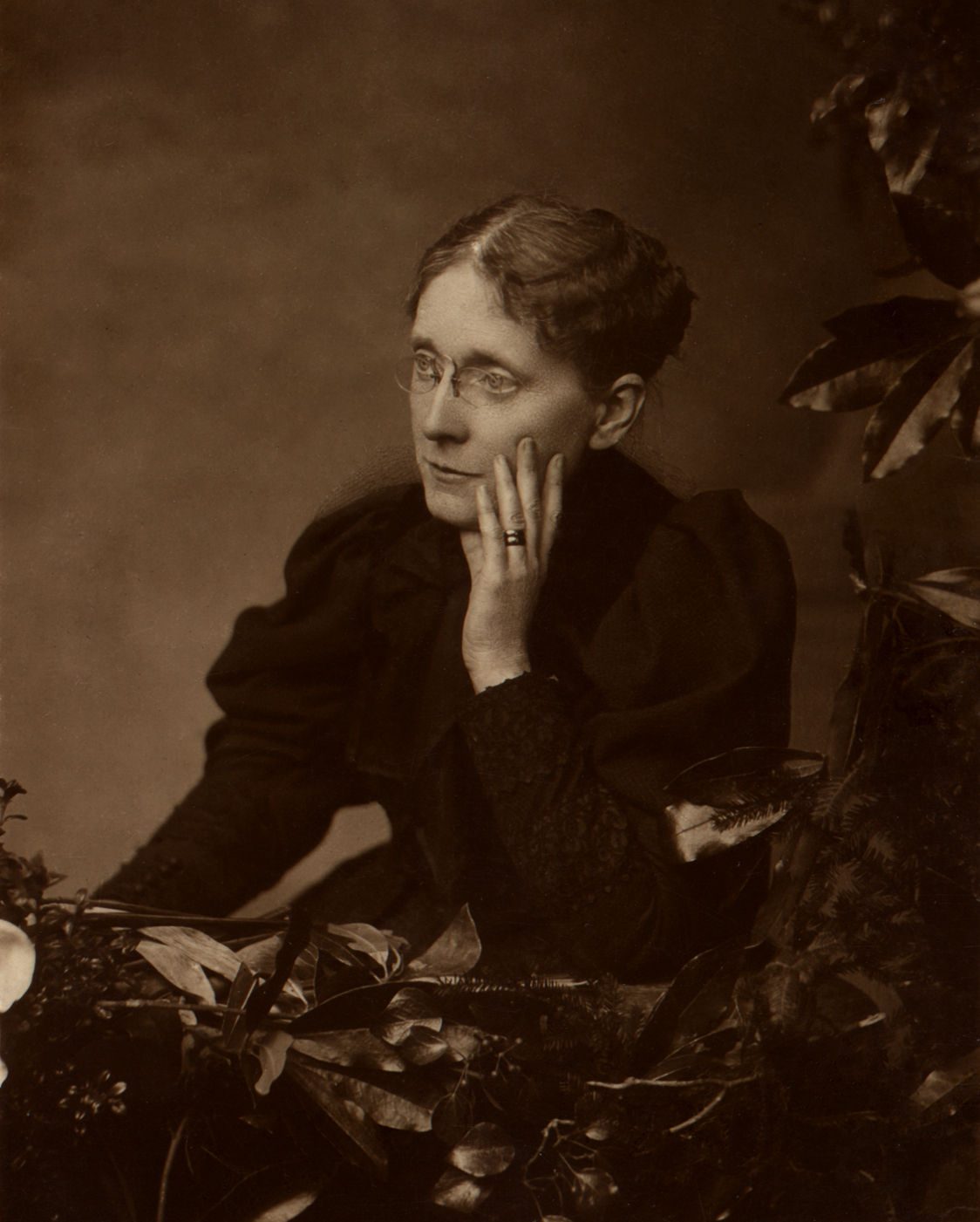
フランシス・ウィラード

- ジョージ・S・パーカー、パーカー・ペン社創業者
- ジェイムズ・B・ポンド、南北戦争の名誉勲章受章者[20]
- マニラ・パワーズ、歌手、ボードビリアン、ミュージカルの喜劇役者
- スティーヴン・クライド・プレストン、アメリカ合衆国住宅都市開発長官（2008年-2009年）
- トマス・H・ルーガー、南北戦争時の将軍、ジョージア州軍政府長官
- ポール・ライアン、ウィスコンシン州選出のアメリカ合衆国下院議員（1999年-）
- テリー・ライアン、ミネソタ・ツインズの元ジェネラル・マネジャー、現在上級アドバイザー
- マイク・シェリダン、ウィスコンシン州下院議員（2004年-）
- アイサマー・C・スローン、ウィスコンシン州選出のアメリカ合衆国下院議員
- トム・ウェリング、俳優、ヤング・スーパーマンに出演、子供時代に短期間ジェーンズビルで過ごした
- エラ・ウィーラー・ウィルコックス、詩人
- フランシス・ウィラード、教育者、社会改革活動家、ジェーンズビルで育ち、教師をした
- チャールズ・G・ウィリアムズ、ウィスコンシン州選出のアメリカ合衆国下院議員
- ダニエル・ヘイル・ウィリアムズ、アフリカ系アメリカ人外科医、心膜手術の開拓者、ジェーンズビルで育ち、職に就いた
- ミスティ・ウィリアムズ、WNBAヒューストン・コメッツのバスケットボール選手
- クラロン・A・ウィンダス、インディアン戦争の名誉勲章受章者[25]

## 参考書籍
- 『ジェインズヴィルの悲劇』創元社、2019年6月